# Henry Pybus Bell-Irving
Henry Pybus Bell-Irving (ur. 21 stycznia 1913 w Vancouver, zm. 21 września 2002 tamże) – kanadyjski działacz państwowy.
W latach 1978–1983 sprawował funkcję gubernatora porucznika Kolumbii Brytyjskiej. Plemię Indian Nasga nadało mu tytuł honorowego wodza.
Podczas II wojny światowej dowodził siłami kanadyjskimi wyzwalającymi Holandię. Kawaler Orderu Imperium Brytyjskiego, Distinguished Service Order oraz Orderu Kolumbii Brytyjskiej.